# Tasmaniomyia viridiventris
Tasmaniomyia viridiventris là một loài ruồi trong họ Tachinidae.